# 異形 (電影)
《異形》（英語：Alien）是於1979年上映的一部有巨大影響力的科幻恐怖片，由雷利·史考特導演，雪歌妮·薇佛主演。四部曲電影的票房十分成功，是好萊塢創造的一個重要的形象，催生了相關的文學、電子遊戲、紀念品以及三部官方續集。除了介紹「異形」（Xenomorph）以外，女主角艾倫·蕾普利的故事也貫穿了整個系列。
電影名稱是指電影中的主要敵人，一種有極強攻擊性未知的地球外生命體。在一次對一個未知的行星信號的例行調查中，一只異形幼體攻擊並且感染了一個太空船員。在異形登上太空船後，很快整個太空船的船員都受到性命威脅，最終被毀滅。不過由於當時製片的技術的限制，異形系列皆未攝製身處於太空船中的無重力狀態，包含最新的「普羅米修斯」等等（不過可研判劇組設定該時代已具有人工重力技術）。
這是影史上的一部經典科幻片，獲得第52屆奧斯卡最佳視覺效果獎，並且榮登AFI百年百大驚悚電影第六名。

## 劇情
2122年，韋蘭-尤坦尼集團的一架商業星際運載艦船諾史莫號，負責運送兩千萬噸礦石返程地球；船上共有七名船員：艦長達拉斯、執行主管肯恩、準尉蕾普利、領航員蘭伯特、科學官艾許、工程師帕克以及技術員布瑞特；還有一隻名叫「瓊斯」的貓。途中，艦船主電腦「母親」偵測到附近的一座代號LV-426號的行星傳來某種訊息，將七名船員從休眠中喚醒。因為公司政策要求船員收到類似訊息必須前去調查，於是達拉斯帶領全體船員搭乘拖曳用的小型艦船登陸行星調查，然而顛簸的星球表面損壞部分機體。帕克和布瑞特搶修機體的同時，達拉斯、蘭伯特和肯恩開始巡視星球。
三人追蹤訊號源頭走進一艘被棄置在荒漠上的圓形外星船體，進去的同時斷開與艾許的通訊，在中心駕駛座上尋獲一具巨大外星人遺體；該遺體當時已成化石，肋骨部位上有一個從裡到外炸開的洞。肯恩獨自進入底層的隔間，找到數量眾多、類似皮革的巨大蛋體。隨著肯恩靠近其中一個，蛋體突然自動打開並跳出一隻外形類似蠍子的生物，侵蝕掉肯恩的防護頭罩且緊緊地抱住肯恩的臉龐不放。留在諾史莫號上的蕾普利分析訊息察覺到並不是求救、而是某種警告時，達拉斯和蘭伯特開始緊急將肯恩帶回船上，蕾普利考量到檢疫規程而拒絕讓他們登船，但艾許卻私自開門讓所有人回船上，達拉斯因此斥責蕾普利不服從命令。眾人隨即開始搶救肯恩，用刀切斷抱住他臉的生物觸手，卻使生物流出類似硫酸的液體，險些腐蝕穿透船體。數小時後，生物自行脫離肯恩的臉後死去。
眾人離開星球軌道並繼續航回地球，昏迷的肯恩恢復清醒，感覺頭昏腦脹但身體無異狀。虛驚一場的眾人享用休眠前的最後一餐時，肯恩突然窒息且開始全身抽搐，當其他人誤以為他被食物噎住時，一隻小型異形幼體從肯恩體內破肚而出，隨後消失在眾人眼前。肯恩的遺體扔進太空後，所有人開始全副武裝、分頭尋找外星幼體。在拿生物探測器尋找的途中，眾人差點將小貓瓊斯錯當成目標，為了避免再次弄混，布瑞特獨自前去找被嚇跑的瓊斯。當他跟著瓊斯的足跡來到引擎室時，突然被躲在他頭頂上、並已經生長為成人大小的異形跳下來偷襲他，最後將布瑞特的身體帶走。
經過討論後，達拉斯自告奮勇走進異形行動的管道中抓牠，即使已做好萬全措施，最後還是遭受異形偷襲並抓走。剩下的人恐懼他們也會被抓，蘭伯特提議用小型逃生艙棄船逃生，但掌權的蕾普利認為救生艙無法容納四個人，準備繼續實施達拉斯提出的將異形丟出船外的方法。當蕾普利來到主電腦的系統查詢時，她發現艾許其實正在為公司執行「937號特別指令」：將異形運回地球，且對其他人事物一概不管。得知真相的蕾普利找艾許對峙時，面色突然凝重的艾許試圖殺她滅口，帕克和蘭伯特及時趕來救她，過程中打斷艾許的頭後發現他其實是仿生人，透過重啟他的斷頭後得知他是被公司指派前來負責保護異形並將其運往地球的臥底。艾許最後嘲諷他們無法躲過異形的追殺，蕾普利將他徹底斷線後，帕克走前用噴火器燒毀他的機體。
蕾普利、蘭伯特和帕克決定搭救生艙棄船逃生，同時一致決定啟動艦船自毀程序讓異形葬身在太空，但蘭伯特和帕克前去拿維生的必需品時遭異形偷襲而被殺死。唯一倖存的蕾普利啟動限時十分鐘的自毀程序後，偶然找到瓊斯並將牠放置在寵物籠中要一起帶走，但異形卻剛好擋住她的去路。由於無路可逃，蕾普利跑回去打算撤銷自毀程序，但因超過撤銷有效時間而無效。氣憤的蕾普利一陣絕望時，突然注意到異形消失不見，便立刻帶著瓊斯衝入逃生艙後脫離艦船離開，而諾史莫號隨著時限到零在太空中炸毀。
蕾普利準備進入休眠艙時，突然發現異形其實就躲在逃生艙中。蕾普利偷偷地躲進置物櫃中，思考著要如何將異形弄出救生艙，想好對策後穿上宇航服後打開艙門，使異形因為空氣減壓而被吸進太空。當異形企圖爬回來時，蕾普利拿起繩槍企圖將其射出去，但繩子不幸被門卡住，使異形再次爬到船的推進器上。蕾普利啟動推進器，將異形徹底燃盡後扔進太空中。最後，蕾普利將整個事情經過錄音保留，作為諾史莫號的最後日誌後，抱著瓊斯一起進入休眠艙等著返回地球。

## 角色
| 演員                                  | 角色                                                   | 備註                                                                                         |
| 湯姆·史凱瑞 Tom Skerritt              | 亞瑟·科布倫次·達拉斯 Arthur Koblenz Dallas             | 諾史莫號的艦長，一向為整個團隊做決定，無論是為人還是領導方式都非常自我，不愛聽從他人的意見。 |
| 雪歌妮·薇佛 Sigourney Weaver          | 艾倫·露易絲·蕾普利 Ellen Louise Ripley                 | 諾史莫號的準尉，負責維護船體和船員的安全工作，比起達拉斯艦長及其他船員，她最為顧全大局。     |
| 維若妮卡·卡特萊特 Veronica Cartwright | 瓊·瑪麗·蘭伯特 Joan Marie Lambert                      | 諾史莫號的領航員，負責指引艦船方向。                                                         |
| 哈里·迪恩·斯坦頓 Harry Dean Stanton   | 山謬·伊萊亞斯·布瑞特 Samuel Elias Brett                | 諾史莫號的技術員，負責艦船的維護和修復工作。                                                 |
| 約翰·赫特 John Hurt                   | 吉伯特·華德·「湯瑪斯」·肯恩 Gilbert Ward "Thomas" Kane | 諾史莫號的執行主管，作為達拉斯的大副，艦船上首位感染異形的人。                               |
| 伊恩·霍姆 Ian Holm                    | 艾許 Ash                                               | 諾史莫號的科學官，對異形非常著迷，而他實際上是一名由公司指派的仿生人（120-A2型）。           |
| 耶佛·哥圖 Yaphet Kotto                | 丹尼斯·門羅·帕克 Dennis Monroe Parker                  | 諾史莫號的工程師，布瑞特的上司，比較在意公司的分成。                                         |
| 波拉吉·巴地羅 Bolaji Badejo           | 異形 Xenomorph                                         | 一種神秘、恐怖、攻擊性強的外星物種，生長時會將人體作為宿主，為一個完美無缺的殺戮武器。       |
| 海倫·霍頓 Helen Horton                | 母親6000 MU/TH/UR 6000                                 | 諾史莫號的電腦管家。                                                                         |

## 靈感來源
一些影評人注意到異形的基本劇情，一群細小的人類在遙遠的地方對抗一隻殘酷無情的異形生物，靈感是來自更早前的科幻恐怖電影。丹·歐班農很長時間以來多都清晰地表示同樣的意見，他甚至說：「很多人都想知我從哪裡抄襲，真相是我從所有地方抄襲。」
他承認的靈感來源包括：
- Joseph Conrad的作品：Conrad的小說Nostromo為太空船的名字。而太空梭Narcissus的名字則來自短篇故事The Nigger of the 'Narcissus'。（在異形續集的殖民船Sulaco則是對小說Nostromo的敬意。）
- The Thing from Another World（1951年）：在限制的地區裡捕獵士兵。
- Forbidden Planet（1956年）：隱形生物在戰艦上獵殺艦員。
- It! The Terror from Beyond Space（1958年）：一個太空船員將一隻致命的異形送上船，導致所有船員都被他獵殺。副製作人Ivor Powell亦認為這部電影有很大影響。而該電影的代表曾控告異形的製作人，聲稱異形的故事明顯是抄襲該電影。
- Planet of the Vampires（1965年）：人類在他們太空船的控制室內發現一隻巨大的異形。
- Clifford D. Simak創作的短篇小說"Junkyard"：人類在一個小行星上發現一艘被遺棄的太空船，在其內發現一個蛋室。
- Philip José Farmer創作的《奇怪關係》：有關於外星人如何繁殖。
- 《詭麗幻譚》創作的不同故事：怪獸在人體內將人吃掉。
- 《2001太空漫遊》是《異形》裡一些場面的靈感來源。例如HAL 9000 "HAL"和MU-TH-R 182（母親）的相同之處就是他們都是船的中央電腦，幫助人類在他們長期低溫睡眠時作出決定，電腦亦會收藏船員未知、別有用心的目的。

歐班農否認The Voyage of the Space Beagle一部分的影響，即異形在人體內孵蛋並在孵出後把人類吃掉。但是A. E. van Vogt提出的訴訟在庭外和解。Philip French亦提出另一個類似的非科幻小說——著名偵探小說作家阿加莎·克里斯蒂的《無人生還》（And Then There Were None）。

## 標語
|                                                                                              | 在太空裏，沒有任何人會聽得到你的慘叫聲。 In space, No one can hear your scream. |
| ——標語由芭芭拉·吉布斯（Barbara Gips）創作。 海報則由平面設計師菲爾·吉布斯（Phil Gips）創作。 |                                                                                 |

## 音樂
此片除了傑里·戈德史密斯的配樂外，亦引用了霍華德·漢森的第二交響曲「浪漫」。

## 榮譽

### 獲獎及提名
| 獎項                 | 類別                                         | 得獎或提名者                                                         | 結果 |
| -------------------- | -------------------------------------------- | -------------------------------------------------------------------- | ---- |
| 奧斯卡金像獎         | 最佳藝術指導                                 | Michael Seymour、Leslie Dilley、Roger Christian和Ian Whittaker       | 提名 |
| 奧斯卡金像獎         | 最佳視覺效果                                 | H·R·吉格爾、Carlo Rambaldi、Brian Johnson、Nick Allder和Denys Ayling | 獲獎 |
| 英國電影學院獎       | 最佳電影音樂                                 | 傑瑞·高史密斯                                                        | 提名 |
| 英國電影學院獎       | 最佳服裝設計                                 | John Mollo                                                           | 提名 |
| 英國電影學院獎       | 最佳剪輯                                     | Terry Rawlings                                                       | 提名 |
| 英國電影學院獎       | 最佳製作設計                                 | Michael Seymour                                                      | 獲獎 |
| 英國電影學院獎       | 最佳男配角                                   | 約翰·赫特                                                            | 提名 |
| 英國電影學院獎       | 最佳音效                                     | Derrick Leather、Jim Shields和Bill Rowe                              | 獲獎 |
| 英國電影學院獎       | Most Promising Newcomer to Leading Film Role | 雪歌妮·薇佛                                                          | 提名 |
| 英國攝影家協會獎     | 最佳攝影獎                                   | Derek Vanlint                                                        | 提名 |
| 金球獎               | 最佳配樂                                     | 傑瑞·高史密斯                                                        | 提名 |
| 葛萊美獎             | 最佳視覺媒體原聲音樂                         | 傑瑞·高史密斯                                                        | 提名 |
| 雨果獎               | 最佳戲劇表現                                 | 最佳戲劇表現                                                         | 獲獎 |
| 聖賽巴斯提安國際影展 | 最佳攝影及特效                               | 最佳攝影及特效                                                       | 獲獎 |
| 土星獎               | 最佳科幻電影                                 | 最佳科幻電影                                                         | 獲獎 |
| 土星獎               | 最佳電影女主角                               | 雪歌妮·薇佛                                                          | 提名 |
| 土星獎               | 最佳導演                                     | 雷利·史考特                                                          | 獲獎 |
| 土星獎               | 最佳劇本                                     | 丹·奧班農                                                            | 提名 |
| 土星獎               | 最佳電影女配角                               | Veronica Cartwright                                                  | 獲獎 |
| 土星獎               | 最佳化妝                                     | Pat Hay                                                              | 提名 |
| 土星獎               | 最佳視覺效果                                 | Brian Johnson和Nick Allder                                           | 提名 |

### 其他殊榮
在《帝國雜誌》評選的有史以來一百部最偉大電影中，《異形》位居第十四名。本片在Metacritic列出的影史百大科幻電影排名中得到第19名。

## 相關
- 虛構的外星生物 「异形」（Xenomorph），電影《異形》系列中的外星生物。

## 外部連結
- 互联网电影数据库（IMDb）上《異形》的资料（英文）
- Box Office Mojo上《異形》的資料（英文）
- 爛番茄上《異形》的資料（英文）
- 豆瓣电影上《異形》的資料 （简体中文）
- Metacritic上《異形》的資料（英文）
- AllMovie上《異形》的资料（英文）